# Африканский леопард
Африканский леопард (лат. Panthera pardus pardus) — номинативный, наиболее широко распространённый подвид леопарда.

## Описание
Размеры и масса леопардов зависят от географической области обитания и сильно варьируют. Особи, населяющие леса, обычно меньше и легче, а обитающие на открытых участках — наоборот крупнее своих лесных собратьев. Но в среднем самцы на треть крупнее самок. Длина тела леопарда достигает 200—250 см (из которых 75 — 110 см приходятся на хвост). Масса самцов до 60 кг, самок — до 40 кг. Окраска варьирует — в зависимости от участка ареала и среды обитания, цвет может изменяться от красноватого и коричневого до жёлтого.

## Ареал
В Африке обитает как во влажных джунглях центральных регионов континента, так и в горах, саваннах и полупустынях от Марокко до мыса Доброй Надежды. Леопард избегает больших пустынь и засушливых территорий без воды и поэтому отсутствует в Сахаре и самых засушливых регионах Намибии.

## Поведение

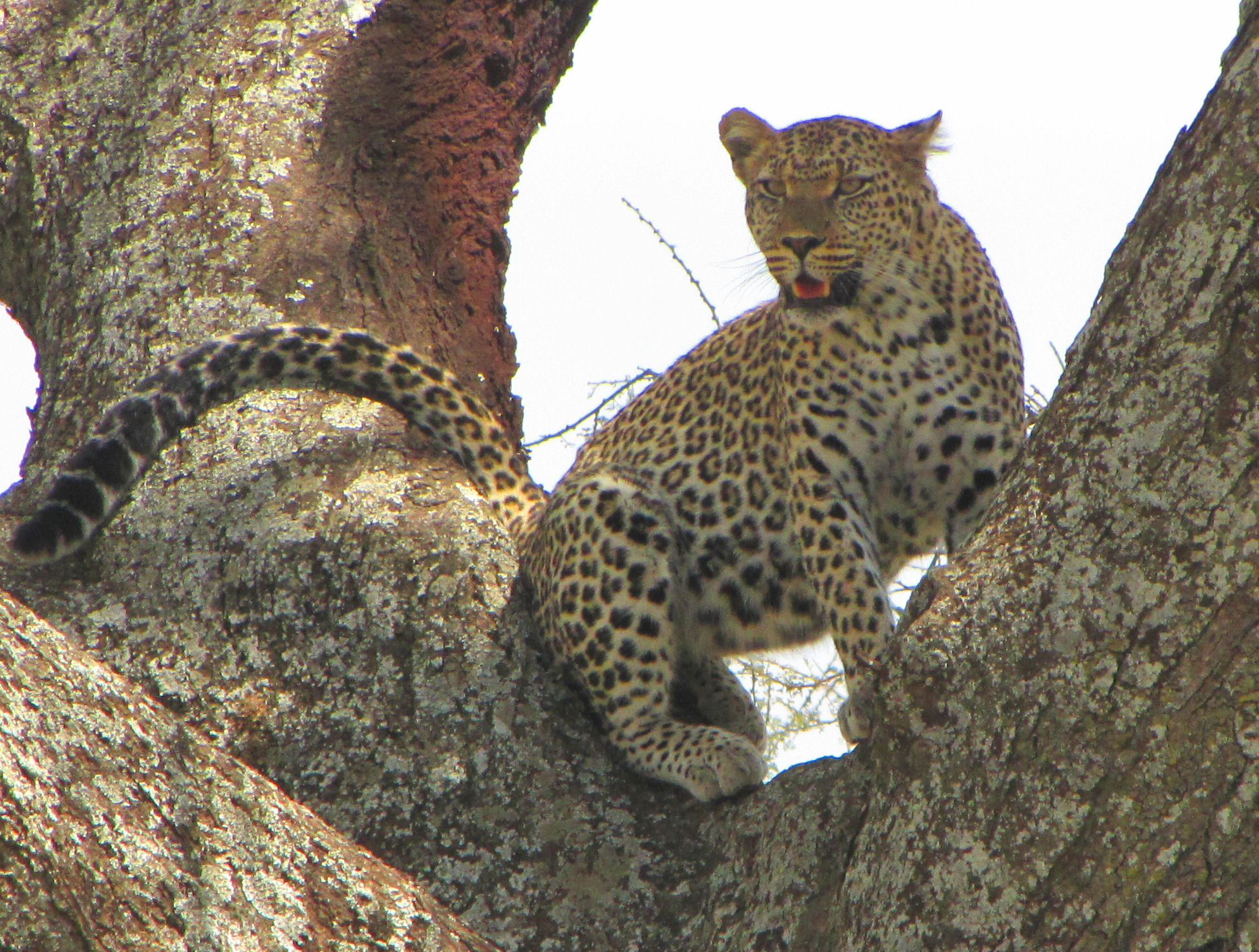
Африканский леопард на дереве

Активен преимущественно в сумерках, но порой и в дневной время. Днём обычно отдыхает.
Питается леопард в основном травоядными: антилопами гну, импалами, детёнышами зебр и другими, а в период недостатка корма — грызунами, обезьянами, птицами, пресмыкающимися. Иногда нападает на домашних животных (овец, лошадей). Не брезгует падалью и крадёт добычу у других хищников, в том числе у других леопардов.
Остатки крупной добычи он затаскивает на дерево, чтобы уберечь от гиен, шакалов и других падальщиков.
Леопард прекрасно лазает по деревьям, нередко устраиваясь там на дневной отдых или в засаде, а порой даже ловит на деревьях обезьян. Однако в основном леопард охотится на земле. Он подкрадывается к добыче на расстояние прыжка. Прыгает на добычу и душит её, но в случае неудачи не преследует.